# Tarzan e le sirene (album)
Tarzan e le sirene, pubblicato nel 1988, è un album del cantautore italiano Paolo Pietrangeli.

## Il disco
Pubblicato ad otto anni dal precedente, l'album contiene undici brani scritti da Pietrangeli per i testi e le musiche, tranne Quella scatola nera, scritto dal cantautore con Luigi Ceccarelli.
Il disco è stato registrato negli studi Squeezy Midi di Roma; in copertina vi è un disegno di Sergio Staino che raffigura il suo personaggio più conosciuto, Bobo.

## Tracce
LATO A
1. Tarzan - 2:47
2. Il telefono - 2:30
3. Io ti voglio bene - 3:24
4. Il condominio - 3:00
5. Il lavoratore della Rai - 1:42
6. Tutto cominciò quella mattina - 2:51

LATO B
1. Festa del contadino a San Miniato basso - 4:08
2. L'indiano - 2:58
3. Quella scatola nera - 2:53
4. Ernesto - 3:56
5. Sirene - 2:47

## Musicisti
- Paolo Pietrangeli: voce, chitarra
- Ringo Biscardi: batteria
- Jago Armentarius: basso
- Vincenzo Romano: tastiera
- Silvia Marini: tastiera, cori
- Luigi Ceccarelli: chitarra
- Maurizio Giammarco: sax
- Francesco Marini: sax contralto, sax soprano
- George Smiley: fagotto
- Giovanna Marini: voce in Io ti voglio bene